# Karang (Karangpandan)
Karang is een bestuurslaag in het regentschap Karanganyar van de provincie Midden-Java, Indonesië. Karang telt 3841 inwoners (volkstelling 2010).